# آدلا ولارده پرز
آدلا ولارده پرز (انگلیسی: Adela Velarde Pérez؛ ۸ سپتامبر ۱۹۰۰ در سیوداد خوارس در مکزیک – ۹ آوریل ۱۹۷۱ در ایالات متحده آمریکا) یک کنشگر مکزیکی بود که در انقلاب مکزیک جنگید.

## زندگی‌نامه
آدلا ولارده پرز دختر یکی از اهالی ثروتمند سیوداد خوارس بود و در سنین جوانی به تحصیل در رشته پزشکی جذب شد. در سال ۱۹۱۵، به انجمن مکزیکی صلیب سفید پیوست. او خالق گروه انقلابی سولدادراس (سربازان زن) بود. اینها زنانی بودند که در صحنه نبرد به مداوای سربازان مجروح می‌پرداختند، حتی برخی از آنها اسلحه به دست گرفته و جنگیدند.
با این حال، آدلا ولارده، «آدلیتا» به دلیل ارزشش در جنگ شناخته نشد و پس از انقلاب مکزیک فراموش شد. تنها در سال ۱۹۶۲ بود که او سرانجام به عنوان یک جانباز انقلاب و به دلیل مخالفتش با دولت ویکتوریانو هوئرتا شناخته شد. او در سال ۱۹۷۱ در فقر شدید در ایالات متحده درگذشت.

## میراث و یادبود
اکنون آدلا ولارده پرز به عنوان زنی شناخته می‌شود که نامش نشان‌دهنده تمام پرستارانی است که خدمات خود را نه تنها برای مراقبت از بیماران و مجروحان در جریان انقلاب مکزیک، بلکه برای حمل سلاح، مراقبت از غذا و حتی در صورت نیاز شرکت در نبردها ارائه دادند.
آهنگساز آنتونیو دل ریو، ترانه «No me importa» (من اهمیتی نمی‌دهم) را به او تقدیم کرد و توضیح داد: «چند آهنگ مانند La Charrita و طبق برخی نسخه‌ها آهنگ La Adelita برای او ساخته شده‌است.»